# Hitachiōta
Hitachi-Ōta è una città giapponese della prefettura di Ibaraki.
Il 1º dicembre 2004 la città di Kanasagō e le località di Satomi e Suifu, tutte appartenenti al Distretto di Kuji, sono state fuse alla municipalità di Hitachiōta incrementando la popolazione di circa 20.000 unità.